# Davyd-Haradok

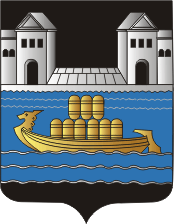
Davyd-Haradoks vapen.

Davyd-Haradok (belarusiska: Давыд-Гарадок, även ryska: Давид-Городок: David-Gorodok) är en stad i Stolіn rajon i Brests voblast i sydvästra Belarus. 
Davyd-Haradok hade 5 946 invånare år 2016. Davyd-Haradok ockuperades av tyska trupper den 7 juli 1941 och befriades tre år senare av Röda armén. Från sommaren 1941 spärrade Tyskland in 3 000 judar i David-Gorodoks getto. När gettot likviderades sommaren 1942 dödades alla kvarvarande på plats.